# 里奥多西
里奥多西是巴西米纳斯吉拉斯州的一个市镇。总面积112.305平方公里，总人口2088人，人口密度18.6人/平方公里。